# Слога Югомагнат
Слога Югомагнат (мак. Фудбалски Клуб Слога Југомагнат) — колишній македонський футбольний клуб з міста Скоп'є, заснований у 1927 році. До 1947 називався «Зафер». Домашні матчі проводив на стадіоні «Чаир», який налічує 4 500 глядацьких місць. В сезоні 2009/10 після двох неявок у Першій лізі Македонії знятий зі змагань. В сезоні 2010/11 не стартував у змаганнях жодної з професіональних ліг.

## Досягнення
- Чемпіон Македонії: 1999, 2000, 2001.
- Володар Кубка Македонії: 1996, 2000, 2004.